# Chinquipellobunus
Genre
Chinquipellobunus est un genre d'opilions laniatores de la famille des Stygnopsidae.

## Distribution
Les espèces de ce genre se rencontrent dans des grottes au Mexique au Nuevo León et au Coahuila et aux États-Unis au Texas.

## Liste des espèces
Selon World Catalogue of Opiliones (06/10/2021) :
- Chinquipellobunus coahuilaensis Cokendolpher, 2004
- Chinquipellobunus madlae (Goodnight & Goodnight, 1967)
- Chinquipellobunus mexicanus (Goodnight & Goodnight, 1971)
- Chinquipellobunus osorioi Goodnight & Goodnight, 1944
- Chinquipellobunus russelli (Goodnight & Goodnight, 1967)

## Genres de la sous-famille des Stygnopsinae
Selon World Catalogue of Opiliones (06/10/2021) :
- Chinquipellobunus Goodnight & Goodnight, 1944
- Hoplobunus Banks, 1900
- Isaeus Sørensen, 1932
- Iztlina Cruz-López & Francke, 2017
- Mexotroglinus Šilhavý, 1977
- Minisge Cruz-López, Monjaraz-Ruedas & Francke, 2019
- Panzosus Roewer, 1949
- Paramitraceras Pickard-Cambridge, 1905
- Philora Goodnight & Goodnight, 1954
- Sbordonia Šilhavý, 1977
- Serrobunus Goodnight & Goodnight, 1942
- Stygnopsis Sørensen, 1902
- Tonalteca Cruz-López & Francke, 2017
- Troglostygnopsis Šilhavý, 1974

## Publication originale
- Goodnight & Goodnight, 1944 : « More Phalangida from Mexico. » American Museum Novitates, no 1249, p. 1–13 (texte intégral).